# Temirbek Koszojew
Temirbek Kudajbergenowicz Koszojew (ros. i kirg. Темирбек Кудайбергенович Кошоев, ur. 1 sierpnia 1931 we wsi Kiczi-Kemin w Rejonie Kemin w Kirgiskiej SRR, zm. 23 czerwca 2009 w Biszkeku) – radziecki i kirgiski polityk, przewodniczący Prezydium Rady Najwyższej Kirgiskiej SRR i wiceprzewodniczący Prezydium Rady Najwyższej ZSRR (1981-1987).
Po ukończeniu w 1950 szkoły w mieście Frunze (obecnie Biszkek) został leśniczym, od 1952 działał w partii komunistycznej. 1952-1957 studiował na wydziale agronomicznym Uniwersytetu Rolniczego we Frunze. 1957-1966 instruktor Komunistycznej Partii Kirgistanu (KPK) (wchodzącej w skład KPZR), II sekretarz obwodowego komitetu partyjnego w Osz, przewodniczący rejonowego komitetu wykonawczego w Karasuu, zastępca kierownika Wydziału Rolnego Komunistycznej Partii Kirgistanu i I zastępca przewodniczącego, a od 1966 przewodniczący obwodowego komitetu wykonawczego KPK w Osz. 1978-1981 I sekretarz obwodowy KPK w Osz, od 14 stycznia 1981 do 8 sierpnia 1987 przewodniczący Prezydium Rady Najwyższej Kirgiskiej SRR i jednocześnie zastępca przewodniczącego Prezydium Rady Najwyższej ZSRR. 1986-1989 kandydat na członka KC KPZR, 1981-1986 członek Centralnej Komisji Rewizyjnej KPZR. Deputowany do Rady Najwyższej ZSRR 10 i 11 kadencji i do Rady Najwyższej Kirgiskiej SRR 6, 7, 8, 9, 10 i 11 kadencji. W 1987 przeszedł na emeryturę.

## Odznaczenia
- Order Rewolucji Październikowej
- Order Czerwonego Sztandaru Pracy
- Order „Znak Honoru”
- Order „Manas” III klasy (Kirgistan)